# Iphianassa (Néréide)
Pour les articles homonymes, voir Iphianassa.
Dans la mythologie grecque, Iphianassa (en grec ancien Ίφιάνασσα / Īphianassa) est une Néréide, fille de Nérée et de Doris, citée par Lucien dans sa liste de Néréides.

## Étymologie
Iphianassa, en grec ancien Ίφιάνασσα (Īphianassa), signifie reine puissante ou qui gouverne fermement

## Famille
Les parents d'Iphianassa sont le dieu marin primitif Nérée, surnommé le vieillard de la mer, et l'océanide Doris. Elle est l'une de leur multiples filles, les Néréides, généralement au nombre de cinquante, et a un frère unique, Néritès. Pontos (le Flot) et Gaïa (la Terre) sont ses grands-parents paternels, Océan et Téthys ses grands-parents maternels.